# Noteropagus obliquus
Noteropagus obliquus är en skalbaggsart som beskrevs av Armand D'Orchymont 1925. Noteropagus obliquus ingår i släktet Noteropagus och familjen palpbaggar. Inga underarter finns listade i Catalogue of Life.